# HCG 23
| HCG 23                                                                                | HCG 23                                     |
| ------------------------------------------------------------------------------------- | ------------------------------------------ |
| SDSS-Aufnahme                                                                         |                                            |
| SDSS-Aufnahme von HCG 23 (nicht beschriftet: PGC 11690 unmittelbar oberhalb NGC 1215) |                                            |
| Beobachtungsdaten Äquinoktium: J2000.0, Epoche: J2000.0                               |                                            |
| Sternbild                                                                             | Eridanus                                   |
| Rektaszension                                                                         | 03h 07m 06s                                |
| Deklination                                                                           | −9° 35′,1                                  |
| Winkelausdehnung                                                                      | ca. 7′                                     |
| Physikalische Daten                                                                   |                                            |
| Rotverschiebung                                                                       | ca. 0,016                                  |
| Radialgeschwindigkeit                                                                 | ca. 4800 km/s                              |
| Entfernung                                                                            | ca. 210 Mio. Lichtjahre ca. 65 Mio. Parsec |
| Katalogbezeichnungen                                                                  |                                            |
| HCG 23, SCG 11                                                                        |                                            |

HCG 23 ist eine kompakte Galaxiengruppe im Sternbild Eridanus. Sie ist rund 65 Millionen Parsec von der Milchstraße entfernt. Die Untersuchung der Radialgeschwindigkeitsverteilung des Wasserstoffs im Bereich der Gruppe lässt vermuten, dass sie Teil einer größeren, losen Gruppe sein könnte. Eine im Jahr 2009 veröffentlichte Untersuchung von Torres-Flores et al. kam zum Schluss, dass sich die Galaxien in HCG 23 in einer frühen Phase ihrer Interaktion befinden. Bei der Galaxie HCG 23e (PGC 11690) dürfte es sich um eine rund 140 Millionen Parsec entfernte Hintergrundgalaxie handeln, während die übrigen Galaxien eine physische Gruppe bilden.
Die drei NGC-Objekte NGC 1214, NGC 1215 und NGC 1216 sind Mitglieder von HCG 23. Die NGC-Einträge aller drei Objekte gehen auf eine Beobachtung von Ormond Stone vom 12. Oktober 1886 zurück. NGC 1214 und NGC 1215 wurden unabhängig davon von Lewis A. Swift am 21. Oktober 1886 entdeckt.

## Mitglieder (Auswahl)
| HCG | α J2000.0     | δ J2000.0     | Morphologischer Typ | mB       | Winkelausdehnung | Physisches Mitglied | Katalogbezeichnungen             | Katalogbezeichnungen             |
| --- | ------------- | ------------- | ------------------- | -------- | ---------------- | ------------------- | -------------------------------- | -------------------------------- |
| 23a | 03h 06m 56,0s | −9° 32′ 39″   | S                   | 15,1 mag | 1′,3 × 0′,3      | ja                  | NGC 1214, PGC 11675, MCG -2-8-51 | Holm 66                          |
| 23b | 03h 07m 09s   | −9° 35′,6     | SBc                 | 14,0 mag | 1′,5 × 1′,1      | ja                  | NGC 1215, PGC 11687, MCG -2-8-55 | Holm 66                          |
| 23c | 03h 07m 18,5s | −9° 36′ 46″   | S0                  | 16,0 mag | 0′,8 × 0′,2      | ja                  | NGC 1216, PGC 11693, MCG -2-8-56 | NGC 1216, PGC 11693, MCG -2-8-56 |
| 23d | 03h 06m 55,2s | −9° 37′ 42.9″ | Sd                  | 16,7 mag | 0′,2 × 0′,1      | ja                  | MCG -2-8-50, PGC 11673           | MCG -2-8-50, PGC 11673           |
| 23e | 03h 07m 10,4s | −9° 34′ 36.5″ | Sm                  | 17,8 mag | 0′,4 × 0′,1      | nein                | MCG -2-8-54, PGC 11690           | MCG -2-8-54, PGC 11690           |